# 위즈키즈
《위즈키즈》는 대한민국의 초등학생, 중학생, 고등학생을 대상으로 한 시사, 논술 월간 잡지로, 2000년 10월에 창간되었고 해당 잡지 발행사인 교원(구 중앙교육연구원)은 2005년 같은 그룹 계열사 교원교육(구 교원) 교원아카데미(구 중앙아카데미)를 흡수합병했다.
위즈키즈는 위즈키즈 청소년 외교대사 및 위즈키즈 명예기자 제도를 운영하고 있다. 또한 현재 위즈키즈의 집필진들은 서동현 편집장, 한윤정 디자이너, 이가연 기자, 차주연 기자, 송은지 기자, 정고은 기자(2024년 7월호를 마지막으로 떠남),김수진 팀장(1년 육아휴직  으로부터 해방(?))으로 구성되어 있다. 마스코트는 외계인 노리, 초리, 핑이 있다. 그리고 자매지로는 과학소년이 있다.

## 수상경력
2010년 문화체육관광부 선정 우수 콘텐츠 잡지 선정,
2012년 <위즈키즈>앱 FIPP 회장상 수상,
2013년 문화체육관광부 선정 우수 콘텐츠 잡지로 선정됐다.

## 같이 보기
- 과학소년